# Munna jazdzewskii
Munna jazdzewskii är en kräftdjursart som beskrevs av Teodorcyzk och Waegele 1994. Munna jazdzewskii ingår i släktet Munna och familjen Munnidae. Inga underarter finns listade i Catalogue of Life.